# خورخي مارسيلو فيتورينو
خورخي مارسيلو فيتورينو هو لاعب كرة قدم صيني، ولد في 7 أكتوبر 1999 في Sé, Macau ‏ في الصين.